# Mon Chéri

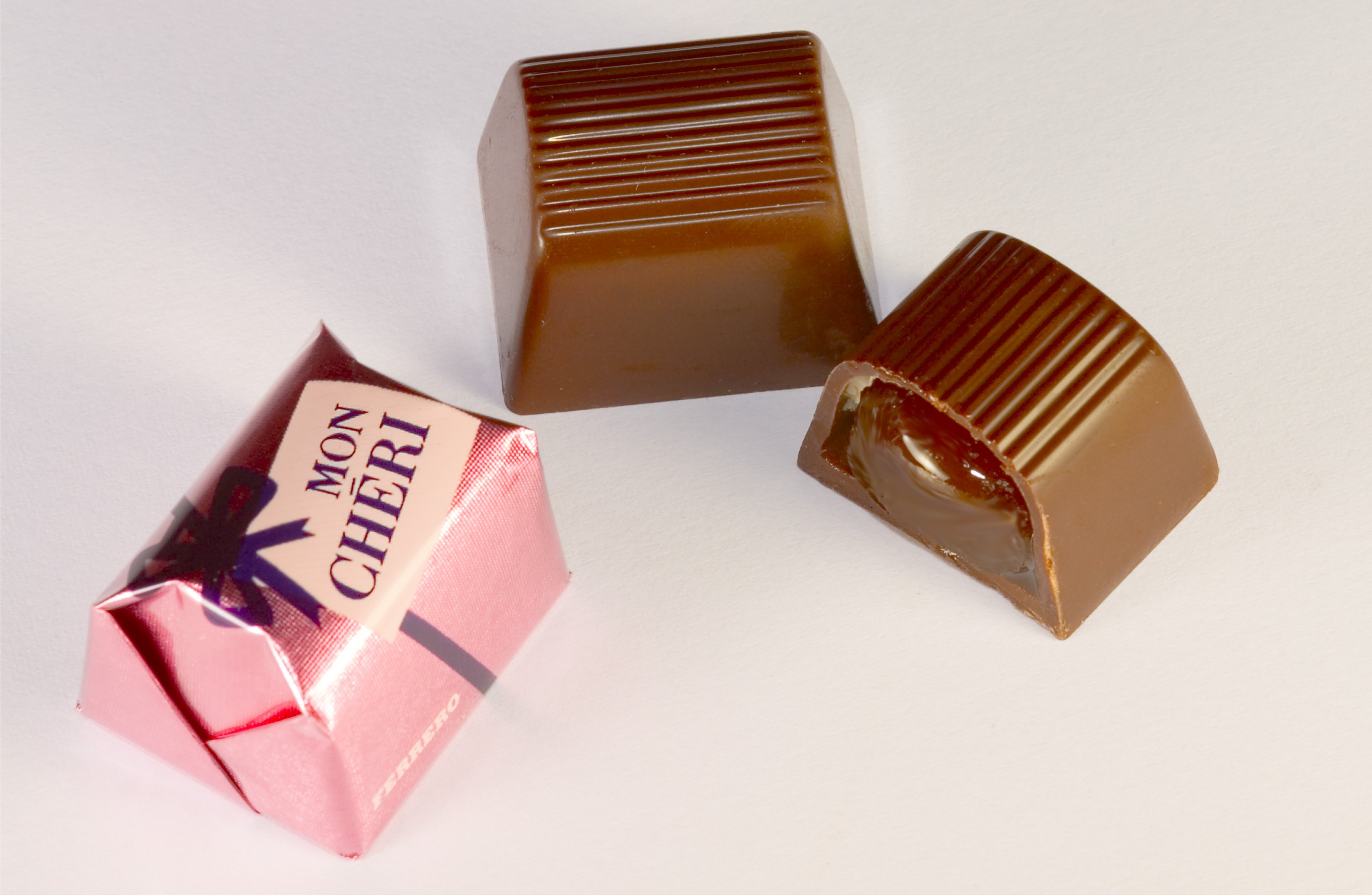
I cioccolatini Mon Chéri

Il Mon Chéri ("Mio caro" in francese) è un cioccolatino della Ferrero, conosciuto in tutto il mondo. È una rivisitazione del classico boero.
Esso consiste in un piccolo involucro di cioccolato, con un cuore di ciliegia affogata nel liquore e circondata da una dolce glassa di zucchero, confezionato singolarmente.
Del Mon Chéri esistevano anche le versioni all'uva, alle mandorle e alle nocciole, fuori produzione dagli anni '80.
Le ciliegie utilizzate per i Mon Chéri provengono da Fundão, nella zona rurale della Cova da Beira in Portogallo. Ogni anno la Ferrero compra circa 150 000 tonnellate di ciliegie per produrre i suoi cioccolatini.
Si tratta del primo prodotto con il quale la sussidiaria tedesca della compagnia a Stadtallendorf (vicino Marburgo) ha avuto successo, nel 1956.
Nel mercato statunitense Mon Chéri è stato venduto in una versione ripiena di nocciole e non contenente liquore. La produzione di questa variante del prodotto è stata sospesa dopo 20 anni.
In Germania il Mon Chéri alla nocciola si trova con il nome di Küsschen.